# Liberal Animation
| 전문가 평가  | 전문가 평가 |
| 평가 점수    | 평가 점수   |
| 출처         | 점수        |
| ------------ | ----------- |
| Punknews.org | [ 1 ]       |
| Allmusic     | [ 2 ]       |

《Liberal Animation》은 미국의 펑크 록 밴드 NOFX의 데뷔 스튜디오 음반이다. 원래 1988년에 와세일 레코드를 통해 발매되었는데, 와세일 레코드는 팻 렉 코드 이전에 팻 마이크의 레이블이었다. 브렛 구어위츠는 이 음반을 제작했고, 심지어 그의 레이블인 에피타프 레코드에서도 발매하겠다고 제안했다. 밴드는 대신 스스로 발매하기로 결정했지만, 1991년 에피타프 레코드를 통해 모든 새로운 커버 아트와 함께 재발매되었다. 제목은 "Animal Liberation (동물 해방)"의 숟가락질이고 커버 아트워크는 그것의 반영이다. 베이시스트 겸 가수, 팻 마이크는 그것이 최악의 NOFX 음반이라고 생각한다고 여러 번 말했다. 그는 음반의 대부분을 스낫의 린 스트레이트로부터 구입한 기타에 썼다.

## 배경
수록곡 〈Shut Up Already〉는 레드 제플린의 노래 〈Black Dog〉의 짧은 커버를 특징으로 한다. 데이브 카시야스가 기타에 피처링한 NOFX의 유일한 스튜디오 음반이다. 아마추어 스타일의 뮤직 비디오는 수록곡 〈Shut Up Already〉와 〈Mr. Jones〉를 위해 만들어졌다.
이 음반은 성공적이지 않을 것이고 음질과 지나치게 공격적인 구성 때문에 비평가들에게 좋은 평가를 받지 못할 것이다. 그 음반은 같은 해에 미국과 유럽 투어에 의해 여전히 추적되고 있다. 이 콘서트들은 밴드가 도난당한 부품들로 구성되어 있고 때때로 비와 눈이 들어올 수 있도록 창문이 깨져 있기 때문에 정기적으로 고장나는 밴과 함께 잠을 자고 도는 비참한 환경에서 열린다. 이 투어 동안, 멤버들은 절대 씻지 않았다.

## 곡 목록
모든 곡들은 특별한 언급이 없는 한 팻 마이크에 의해 작사/작곡하였다.
| #   | 제목                                           | 작사·작곡               | 재생 시간 |
| --- | ---------------------------------------------- | ----------------------- | --------- |
| 1.  | 〈Shut Up Already〉                            | 마이크, 데이브 카시야스 | 2:44      |
| 2.  | 〈Freedumb〉                                   |                         | 0:45      |
| 3.  | 〈Here Comes the Neighborhood〉                | 마이크, 에릭 멜빈       | 2:58      |
| 4.  | 〈A200 Club〉                                  |                         | 1:55      |
| 5.  | 〈Sloppy English〉                             |                         | 1:20      |
| 6.  | 〈You Put Your Chocolate in My Peanut Butter〉 | 마이크, 멜빈            | 2:31      |
| 7.  | 〈Mr. Jones〉                                  | 마이크, 멜빈, 카시야스  | 3:18      |
| 8.  | 〈Vegetarian Mumbo Jumbo〉                     | 마이크, 멜빈            | 3:32      |
| 9.  | 〈Beer Bong〉                                  |                         | 2:30      |
| 10. | 〈Piece〉                                      |                         | 1:35      |
| 11. | 〈I Live in a Cake〉                           | 마이크, 멜빈            | 1:09      |
| 12. | 〈No Problems〉                                |                         | 1:20      |
| 13. | 〈On The Rag〉                                 |                         | 1:42      |
| 14. | 〈Truck Stop Blues〉                           | 멜빈, 카시야스          | 3:03      |